# Philipp von Arenberg

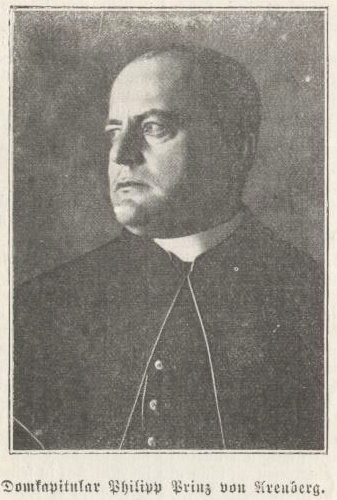
Domkapitular Philipp Prinz von Arenberg

Philipp von Arenberg, voller Name Philipp Maria Prosper Prinz und Herzog von Arenberg (* 17. Juni 1848 auf Schloss Arenberg, Heverlee, Belgien; † 11. August 1906 in Wien) war ein deutscher Prinz aus der Hochadelsfamilie von Arenberg, katholischer Priester und Domkapitular des Bistums Eichstätt.

## Leben
Er wurde geboren als Sohn des Herzogs Anton Franz von Arenberg (1826–1910) und dessen Gattin Gräfin Marie von Merode. Sein Großvater war der regierende Herzog Prosper Ludwig von Arenberg (1785–1861); Herzog Engelbert-August von Arenberg (1824–1875) war der Bruder seines Vaters.
Philipp von Arenberg erhielt mit 7 Jahren Karl Wolter zum Hauslehrer, den Bruder von Erzabt Maurus Wolter, welcher 1857 ebenfalls Benediktiner wurde. Ab 1863 besuchte er die Rheinische Ritterakademie in Bedburg, danach das Gymnasium in Bonn, welches er 1867 mit dem Abitur abschloss und dann bis 1871 in Bonn Jura studierte. Er ging als Referendar nach Metz und unternahm im Winter 1874/75 mit seinem Bruder Johann Baptist Engelbert (1850–1914) eine Orientreise. In der Grabeskirche von Jerusalem fasste Prinz Philipp von Arenberg den Entschluss, Geistlicher zu werden. 
Zurückgekehrt legten ihm seine Eltern eine Prüfungszeit auf, nach deren Ablauf er ins Priesterseminar von Eichstätt eintrat und am 6. Mai 1880 von Bischof Franz Leopold von Leonrod die Priesterweihe erhielt. Zunächst wirkte Philipp von Arenberg als Kaplan in Dollnstein, ab 1882 an St. Walburg in Eichstätt. Papst Leo XIII., der als Nuntius in Brüssel mit des Prinzen Großeltern eng befreundet war, wollte ihn als diensttuenden Kammerherren nach Rom berufen, was Arenberg jedoch mit Hinweis auf seine schwächliche Gesundheit ablehnte. Der Papst ernannte ihn daraufhin ehrenhalber zum Päpstlichen Geheimkämmerer. Der Eichstätter Bischof machte ihn zum Ehrendomherrn und 1883 zum Geistlichen Rat.
Am 11. Mai 1886 avancierte Philipp von Arenberg zum Domkapitular des Bistums Eichstätt, im Jahre 1890 wurde er zudem Diözesanpräses der Kolpingvereine, eine Aufgabe, der er sich mit großem Engagement widmete. Da er französisch als zweite Muttersprache beherrschte, übersetzte er mehrere geistliche Werke ins Deutsche. Hohe Summen spendete der Domherr für karitative Zwecke und für die Armenfürsorge. Seine Wohltätigkeit auf diesen Gebieten war stadtbekannt. 
Krankheitsbedingt hielt sich Arenberg 1906 in Baden bei Wien, zur Kur auf. Als er am 11. August in Wien einen Arzt aufsuchte, ging er auch zum Gnadenbild der Madonna von Pötsch, im Stephansdom, um den täglichen Rosenkranz zu beten. Unmittelbar nach Verlassen der Kathedrale verstarb der Priester in seiner Kutsche an Herzschwäche.
Der Adelige und sein Bruder Johann Baptist Engelbert waren Patrone (finanzielle Mäzene) der Gesellschaft für Rheinische Geschichtskunde.
Ein weiterer Bruder war der deutsche Reichstagsabgeordnete Franz von Arenberg (1849–1907).
Philipp von Arenbergs Großneffe Jean Engelbert Marie von Arenberg (Enkel seines Bruders Johann Baptist Engelbert, mit dem er in Jerusalem weilte), heiratete 1955 die bayerische Prinzessin Sophie Marie Therese, jüngste Tochter des Kronprinzen Rupprecht von Bayern.